# Liberio de Mérida
Liberio fue obispo de Mérida (Hispania) desde finales del siglo III —aproximadamente desde el año 295 según indica Enrique Flórez— hasta el año 314, después de la persecución de Diocleciano. Lo que no se sabe con certeza es si hubo algún otro obispo entre  Félix (el último conocido) y Liberio. En el caso de no haber existido ninguno, el pontificado de Félix sería de los más prolongados. El nombre de «Liberio» como obispo  emeritense figura en el «Concilio de Eliberi» al que asistieron diecinueve obispos. El ordinal que le da Enrique Flórez es el décimo mientras que episcopologios más antiguos lo ponen como el decimoquinto. Junto a los otros obispos asistentes decretaron los cánones de disciplina y observancia que eran tan necesarios y propios de los fervorosos obispos de los primeros tiempos del cristianismo
Poco después de aquel concilio la diócesis de Mérida sufrió el endurecimiento de la persecución de Diocleciano en la que sufrió el martirio  Santa Eulalia de Mérida. Se dio la casualidad de que el padre de la santa y el obispo tuviesen el mismo nombre, «Liberio», cosa que quisieron hacer creer algunos que se trataba de la misma persona pero que Enrique Flórez y otros historiadores desmontaron fácilmente.
Diez años después del martirio de Santa Eulalia, en el año 314, asistió al Concilio de Arlés (en la Galia romana, actual Francia) convocado por el  emperador Constantino.